# Luben Yordanoff
Pour les articles homonymes, voir Yordanov.
Luben Yordanoff (en bulgare : Любен Йорданов), né le 6 décembre 1926 à Sofia en Bulgarie et mort le 4 septembre 2011 à Chatou (en Yvelines, Île-de-France), est un violoniste bulgare, naturalisé monégasque en 1967.
Il obtient ses premiers prix au Conservatoire de Paris.
Il est lauréat à deux reprises du Concours musical international Reine Élisabeth de Belgique.
Après avoir été le premier violon solo de l'orchestre national de l'opéra de Monte-Carlo, il est premier violon solo à l'orchestre de Paris de sa création en 1967 jusqu'en 1991.
Il est le père du comédien Wladimir Yordanoff et a joué dans Un cœur en hiver de Claude Sautet. 

## Enregistrements
- Quatuor pour la fin des temps de Messiaen (enregistré en présence du compositeur)
- Danse macabre de Saint-Saëns sous la direction de Daniel Barenboïm avec l'orchestre de Paris
- Sonates pour violon seul de Hindemith, Bartok, Prokofiev, Stravinsky (éd. : Chant du monde)

## Créations mondiales
- Le concerto pour violon de Jolivet
- Le concerto royal de Milhaud

## Honneurs
- Officier de la Légion d’honneur,
- Commandeur de l’ordre des Arts et des Lettres
- Chevalier de l’ordre du cavalier de Madara (Bulgarie).